# رودولفو وانولی
رودولفو وانولی (انگلیسی: Rodolfo Vanoli؛ زادهٔ ۱۱ ژانویهٔ ۱۹۶۳) بازیکن فوتبال اهل ایتالیا است.
از باشگاه‌هایی که در آن بازی کرده‌است می‌توان به باشگاه فوتبال لچه، باشگاه فوتبال ارورا پرو پاتریا ۱۹۱۹، باشگاه فوتبال اودینزه، باشگاه فوتبال کیاسو، باشگاه فوتبال کومو، باشگاه فوتبال اسپال، و باشگاه فوتبال وارزه اشاره کرد.